# Гентське умиротворення
Гентське примирення (Pacificatie van Gent) — угода укладена 8 листопада 1576 року в Генті між північними і південними провінціями Нідерландів в ході Нідерландської революції XVI століття.
Повстання проти іспанського панування, спалахнувши в 1572 році на півночі Нідерландів, у вересні 1576 року поширилося на південні провінції країни в результаті заколоту іспанських найманців, який призвів до розграбування Антверпена 4 листопада того ж року.
«Гентське умиротворення» передбачало:
- спільну боротьбу північних і південних провінцій проти іспанської найманської армії в Нідерландах;
- загальну амністію учасникам руху;
- збереження католицизму на Півдні і кальвінізму на Півночі країни;
- скасування розпоряджень і конфіскацій, проведених герцогом Альбою, а також законів проти єретиків.